# Orthosia odiosa
Orthosia odiosa är en fjärilsart som beskrevs av Arthur Gardiner Butler 1878. Arten ingår i släktet Orthosia och familjen nattflyn. Arten förekommer i Primorje kraj i östligaste Ryssland, i Kina, Korea och på de japanska öarna Hokkaido, Honshu, Shikoku, Kyushu och Tsushima.
Larverna är vita och lever av olika lövträd. Som imago flyger den i maj och april, och den har rödbruna täckvingar.